# Liste der Democratic National Conventions
Diese Liste enthält alle Democratic National Conventions. Sie finden alle vier Jahre in wechselnden Städten der USA statt und dienen der Nominierung des Kandidaten der Demokratischen Partei für das Amt des US-Präsidenten und des Vizepräsidenten.
Anmerkung: Erfolgreiche Kandidaturen in der eigentlichen Präsidentschaftswahl sind grün unterlegt.
| Nummer | Datum                     | Veranstaltungsort                                                   | Wahlgänge     | Präsidentschaftskandidat | Bild | Bundesstaat   | Vizepräsidentschaftskandidat | Bild | Bundesstaat    |
| ------ | ------------------------- | ------------------------------------------------------------------- | ------------- | ------------------------ | ---- | ------------- | ---------------------------- | ---- | -------------- |
| 1.     | 21. bis 23. Mai 1832      | The Athenaeum, Baltimore                                            | 1             | Andrew Jackson           |      | Tennessee     | Martin Van Buren             |      | New York       |
| 2.     | 20. bis 22. Mai 1835      | Fourth Presbyterian Church, Baltimore                               | 1             | Martin Van Buren         |      | New York      | Richard Mentor Johnson       |      | Kentucky       |
| 3.     | 5. bis 6. Mai 1840        | The Assembly Rooms, Baltimore                                       | 1             | Martin Van Buren         |      | New York      | keiner                       |      |                |
| 4.     | 27. bis 29. Mai 1844      | Old Fellows Hall, Baltimore                                         | 9             | James K. Polk            |      | Tennessee     | George M. Dallas             |      | Pennsylvania   |
| 5.     | 22. bis 25. Mai 1848      | Baltimore Universalist Church, Baltimore                            | 4             | Lewis Cass               |      | Michigan      | William Orlando Butler       |      | Kentucky       |
| 6.     | 1. bis 5. Juni 1852       | Maryland Institute, Baltimore                                       | 49            | Franklin Pierce          |      | New Hampshire | William R. King              |      | Alabama        |
| 7.     | 2. bis 6. Juni 1856       | Smith and Nixon’s Hall, Cincinnati                                  | 17            | James Buchanan           |      | Pennsylvania  | John C. Breckinridge         |      | Kentucky       |
| 8.     | 23. April bis 3. Mai 1860 | South Carolina Institute Hall, Charleston                           | 57            | Keiner                   |      |               | Keiner                       |      |                |
| 9.     | 18. bis 23. Juni 1860     | Front Street Theatre, Baltimore                                     | 2             | Stephen A. Douglas       |      | Illinois      | Herschel Vespasian Johnson   |      | Georgia        |
| 10.    | 29. bis 31. August 1864   | The Amphitheatre, Chicago                                           | 1             | George B. McClellan      |      | New Jersey    | George H. Pendleton          |      | Ohio           |
| 11.    | 4. bis 9. Juli 1868       | Tammany Hall, New York City                                         | 22            | Horatio Seymour          |      | New York      | Francis Preston Blair junior |      | Missouri       |
| 12.    | 9. bis 10. Juli 1872      | Fords Opera House, Baltimore                                        | 1             | Horace Greeley           |      | New York      | B. Gratz Brown               |      | Missouri       |
| 13.    | 27. bis 29. Juni 1876     | Merchants Exchange Building, St. Louis                              | 2             | Samuel J. Tilden         |      | New York      | Thomas A. Hendricks          |      | Indiana        |
| 14.    | 22. bis 24. Juni 1880     | Music Hall, Cincinnati                                              | 2             | Winfield Scott Hancock   |      | Pennsylvania  | William Hayden English       |      | Indiana        |
| 15.    | 8. bis 11. Juli 1884      | Exposition Building Chicago, Chicago                                | 2             | Grover Cleveland         |      | New York      | Thomas A. Hendricks          |      | Indiana        |
| 16.    | 5. bis 7. Juni 1888       | St. Louis Exposition and Music Hall, St. Louis                      | 1             | Grover Cleveland         |      | New York      | Allen G. Thurman             |      | Ohio           |
| 17.    | 21. bis 23. Juni 1892     | The Wigwam, Chicago                                                 | 1             | Grover Cleveland         |      | New York      | Adlai Ewing Stevenson        |      | Illinois       |
| 18.    | 7. bis 11. Juli 1896      | Chicago Coliseum, Chicago                                           | 5             | William Jennings Bryan   |      | Nebraska      | Arthur Sewall                |      | Maine          |
| 19.    | 4. bis 6. Juli 1900       | Convention Hall, Kansas City                                        | 1             | William Jennings Bryan   |      | Nebraska      | Adlai Ewing Stevenson        |      | Illinois       |
| 20.    | 6. bis 9. Juli 1904       | St. Louis Exposition and Music Hall, St. Louis                      | 1             | Alton B. Parker          |      | New York      | Henry G. Davis               |      | West Virginia  |
| 21.    | 7. bis 10. Juli 1908      | Denver Auditorium Arena, Denver                                     | 1             | William Jennings Bryan   |      | Nebraska      | John W. Kern                 |      | Indiana        |
| 22.    | 25. Juni bis 2. Juli 1912 | 5th Maryland Regiment Armory, Baltimore                             | 46            | Woodrow Wilson           |      | New Jersey    | Thomas Riley Marshall        |      | Indiana        |
| 23.    | 14. bis 16. Juni 1916     | St. Louis Coliseum, St. Louis                                       | 1             | Woodrow Wilson           |      | New Jersey    | Thomas Riley Marshall        |      | Indiana        |
| 24.    | 28. Juni bis 6. Juli 1920 | Bill Graham Civic Auditorium, San Francisco                         | 43            | James M. Cox             |      | Ohio          | Franklin D. Roosevelt        |      | New York       |
| 25.    | 24. Juni bis 9. Juli 1924 | Madison Square Garden, New York City                                | 103           | John W. Davis            |      | New York      | Charles W. Bryan             |      | Nebraska       |
| 26.    | 26. bis 29. Juni 1928     | Sam Houston Hall, Houston                                           | 1             | Alfred E. Smith          |      | New York      | Joseph Taylor Robinson       |      | Arkansas       |
| 27.    | 27. Juni bis 2. Juli 1932 | Chicago Stadium, Chicago                                            | 4             | Franklin D. Roosevelt    |      | New York      | John Nance Garner            |      | Texas          |
| 28.    | 23. bis 27. Juni 1936     | Philadelphia Convention Hall and Civic Center, Philadelphia         | Akklamation   | Franklin D. Roosevelt    |      | New York      | John Nance Garner            |      | Texas          |
| 29.    | 15. bis 18. Juli 1940     | Chicago Stadium, Chicago                                            | 1             | Franklin D. Roosevelt    |      | New York      | Henry A. Wallace             |      | Iowa           |
| 30.    | 19. bis 21. Juli 1944     | Chicago Stadium, Chicago                                            | 1             | Franklin D. Roosevelt    |      | New York      | Harry S. Truman              |      | Missouri       |
| 31.    | 12. bis 14. Juli 1948     | Philadelphia Convention Hall and Civic Center, Philadelphia         | 1             | Harry S. Truman          |      | Missouri      | Alben W. Barkley             |      | Kentucky       |
| 32.    | 21. bis 26. Juli 1952     | International Amphitheatre, Chicago                                 | 3             | Adlai E. Stephenson      |      | Illinois      | John Sparkman                |      | Alabama        |
| 33.    | 13. bis 17. August 1956   | International Amphitheatre, Chicago                                 | 1             | Adlai E. Stephenson      |      | Illinois      | Estes Kefauver               |      | Tennessee      |
| 34.    | 11. bis 15. Juli 1960     | Los Angeles Memorial Sports Arena, Los Angeles                      | 1             | John F. Kennedy          |      | Massachusetts | Lyndon B. Johnson            |      | Texas          |
| 35.    | 24. bis 27. August 1964   | Boardwalk Hall, Atlantic City                                       | Akklamation   | Lyndon B. Johnson        |      | Texas         | Hubert H. Humphrey           |      | Minnesota      |
| 36.    | 26. bis 29. August 1968   | International Amphitheatre, Chicago                                 | 1             | Hubert H. Humphrey       |      | Minnesota     | Edmund Muskie                |      | Maine          |
| 37.    | 10. bis 13. Juli 1972     | Miami Beach Convention Center, Miami Beach                          | 1             | George McGovern          |      | South Dakota  | Thomas Eagleton              |      | Missouri       |
| 38.    | 12. bis 15. Juli 1976     | Madison Square Garden, New York City                                | 1             | Jimmy Carter             |      | Georgia       | Walter Mondale               |      | Minnesota      |
| 39.    | 11. bis 14. August 1980   | Madison Square Garden, New York City                                | 1             | Jimmy Carter             |      | Georgia       | Walter Mondale               |      | Minnesota      |
| 40.    | 16. bis 19. Juli 1984     | Moscone Center, San Francisco                                       | 1             | Walter Mondale           |      | Minnesota     | Geraldine Ferraro            |      | New York       |
| 41.    | 18. bis 21. Juli 1988     | Omni Coliseum, Atlanta                                              | 1             | Michael Dukakis          |      | Massachusetts | Lloyd Bentsen                |      | Texas          |
| 42.    | 13. bis 16. Juli 1992     | Madison Square Garden, New York City                                | 1             | Bill Clinton             |      | Arkansas      | Al Gore                      |      | Tennessee      |
| 43.    | 26. bis 29. August 1996   | United Center, Chicago                                              | Akklamation   | Bill Clinton             |      | Arkansas      | Al Gore                      |      | Tennessee      |
| 44.    | 14. bis 17. August 2000   | Staples Center, Los Angeles                                         | Akklamation   | Al Gore                  |      | Tennessee     | Joe Lieberman                |      | Connecticut    |
| 45.    | 26. bis 29. Juli 2004     | TD Garden, Boston                                                   | 1             | John Kerry               |      | Massachusetts | John Edwards                 |      | North Carolina |
| 46.    | 25. bis 28. August 2008   | Pepsi Center und Sports Authority Field at Mile High, Denver        | 1/Akklamation | Barack Obama             |      | Illinois      | Joe Biden                    |      | Delaware       |
| 47.    | 3. bis 6. September 2012  | Time Warner Cable Arena, Charlotte                                  | 1/Akklamation | Barack Obama             |      | Illinois      | Joe Biden                    |      | Delaware       |
| 48.    | 25. bis 28. Juli 2016     | Wells Fargo Center und Pennsylvania Convention Center, Philadelphia | 1             | Hillary Clinton          |      | New York      | Tim Kaine                    |      | Virginia       |
| 49.    | 17. August 2020           | Milwaukee                                                           | 1             | Joe Biden                |      | Delaware      | Kamala Harris                |      | Kalifornien    |
| 50.    | 19. bis 22. August 2024   | United Center, Chicago                                              | 1             | Kamala Harris            |      | Kalifornien   | Tim Walz                     |      | Minnesota      |